# The Beatmen
The Beatmen – czechosłowacki zespół bigbitowy z Bratysławy istniejący w latach 1964–1966. Pomimo krótkiego okresu działalności i wydania w tym czasie tylko sześciu (w tym dwóch na emigracji w RFN) piosenek grupa ta jest uważana za jedną z najważniejszych w historii słowackiej (a także czechosłowackiej) muzyki rozrywkowej.

## Historia
Zespół został założony pod koniec 1964 roku w Bratysławie przez byłych członków grup Fontána i Jolana istniejących na początku lat 60. Pierwszy skład The Beatmen tworzyli: Miroslav Bedrik (gitara rytmiczna, wokal), Marián Bednár (bas, wokal) oraz Peter Petro (perkusja, wokal). Jako gitarzysta prowadzący został przyjęty Stano Herko, który jednak został bardzo szybko zastąpiony przez Dežo Ursiny'ego. W roku 1965 grupa wydała dwa single, a więc razem cztery piosenki. Wiosną roku 1966 grając koncert w Monachium stali się jedną z pierwszych wschodnioeuropejskich grup bigbitowych, które wystąpiły po zachodniej stronie żelaznej kurtyny. W tym okresie wystąpili jako support na dwóch koncertach Manfred Mann w Bratysławie. Członkowie Manfred Mann byli tak zachwyceni słowacką grupą, że chcieli ją zabrać jako support na trasę po Wielkiej Brytanii, ale negocjacje nie doszły do skutku. Nakręcono również kilka filmów z udziałem The Beatmen, m.in. Nylonový mesiac (podczas premiery którego wystąpili na żywo) i Dvaja v lunaparku duetu Lasica i Satinský. Chcąc zdobyć większą popularność wyemigrowali do RFN, ale bez Ursiny'ego, który postanowił zostać w kraju. Zamiast niego jako gitarzysta pojechał Juraj Eperješi. Po koncercie w Wiedniu perkusista Peter Petro wrócił do domu. Zespół wydał na emigracji jeszcze jeden singel z Arno Billerem, perkusistą z Niemiec. The Beatmen nie odnieśli jednak żadnych większych sukcesów w RFN i w rezultacie zakończyli działalność jako zespół. W 1967 Ursiny założył nową grupę The Soulmen.

## Twórczość
Twórczość The Beatmen jest zainspirowana muzyką popularnych w tym czasie brytyjskich grup, takich jak The Beatles czy The Kinks. Teksty piosenek wydanych w latach 60. są śpiewane po angielsku. Grupa w trakcie swojego istnienia nagrała również kilka innych piosenek, niektóre ze słowackimi tekstami (w tym cover She Loves You The Beatles), ale na płytach zostały one wydane dużo później. Zespół zainspirował również wielu artystów czechosłowackich, m.in. grupy Olympic i The Matadors. Utwór Let's Make a Summer jest do tej pory jedną z najpopularniejszych czechosłowackich piosenek bigbitowych.

## Dyskografia
Single:
- 1965 – Safely Arrived (Bedrik/Petro)/The Enchanted Lie (Bedrik/Bednár/Petro) (Supraphon)
- 1965 – Break It (Ursiny/Petro)/Let's Make A Summer (Ursiny/Petro) (Supraphon)
- 1966 – Stand Up And Go/As You Love Me (Intersound)

Oprócz tych piosenek, The Beatmen nagrali również co najmniej 5 innych utworów, które po raz pierwszy zostały oficjalnie wydane na albumach kompilacyjnych Ursiny'ego Pevniny a vrchy (1997) oraz Pevniny a vrchy 2 (2000). Te piosenki to: Walkin' Home, Hey Mr. Jones, Schôdzka, Mám ju rád i Keby som bol Nór. Na wspomnianych albumach znajdują się także wszystkie piosenki wcześniej wydane (oprócz tych bez udziału Ursiny'ego, czyli Stand Up And Go i As You Love Me) oraz piosenki innych grup Ursiny'ego The Soulmen, The New Soulmen oraz Provisorium.